# Notorynchus
Notorynchus es un género de la familia hexanchidae del orden de los Hexanchiformes, que cuenta con una sola especie:  Notorynchus cepedianus.